# نينو فاككاريلا
نينو فاككاريلا (بالإيطالية: Nino Vaccarella)‏ مواليد 4 مارس 1933، هو سائق فورملا 1 إيطالي سابق كان قد بدأ مسيرته الاحترافية سنة 1961. كان أول سباق له هو جائزة إيطاليا الكبرى 1961. خاض خلال مسيرته 5 سباقات.

## سباقات شارك فيها
- لو مان 24 ساعة
- بطولة العالم للسيارات الرياضية